# Laserpolieren
Das Laserpolieren ist ein Oberflächenveredelungsverfahren für metallische Werkstücke, Thermoplaste und Gläser. Erstmals wurde es am 6. April 1995 durch den Werkzeugmachermeister Alexander Bestenlehrer zum Patent angemeldet.

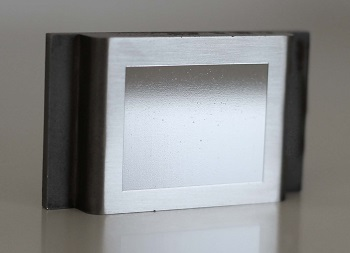
Laserpolierte Oberfläche auf Metall

## Verfahren

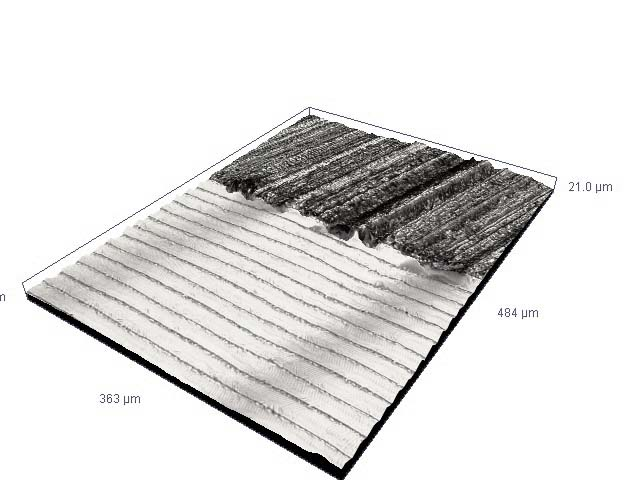
3D-Ansicht einer geschliffenen und laserpolierten Oberfläche

Durch das Umschmelzen einer dünnen Randschicht (< 100 µm) mit Laserstrahlung erfolgt eine Glättung der Oberfläche infolge der Grenzflächenspannung. Durch das Wirkprinzip „Umschmelzen“ wird beim Laserpolieren kein Material abgetragen – anderes als bei konventionellen spanabtragenden Verfahren wie Schleif- und Polierverfahren. Vergleichbar mit dem konventionellen Schleifen und Polieren stellt auch das Laserpolieren einen mehrstufigen Prozess dar. Das Makropolieren führt zunächst zu einer Glättung grober Oberflächenstrukturen, beispielsweise bei Fräsriefen oder Erodierstrukturen. Dabei erstarrt die Oberfläche riss- und porenfrei aus der Schmelze, wodurch die scharfkantigen Strukturen der Oberfläche geglättet werden. Mit dem anschließenden Mikropolieren wird insbesondere die Mikrorauheit geglättet und somit der Glanzgrad erhöht.
Zurzeit können mit dem Verfahren drei Sorten von Graugussen, sowie Titan, Bronze und Kobalt-Chrom-Legierungen bearbeitet werden.

## Branchen
Als mögliche Branchen kommen in Frage:
- Werkzeug- und Vorrichtungsbau
- Feinmechanik
- Medizintechnik
- Pharma-, Lebensmittel- und Biotechnologie
- Triebwerksbau